# 聖心女子大學
聖心女子大學（せいしんじょしだいがく，University of the Sacred Heart）是一所位於日本東京都澀谷區的私立大學。
該校前身為1916年創立的「聖心女子學院高等專門學校」，為日本歷史最悠久的女子大學之一。

## 历史
建校於1916年。前身為私立聖心女子學院高等專門學校，於1948年，改制為聖心女子大學，是日本最老的女子大學之一。第一任校長為Elizabeth Britt修女，現任(2019年4月1日起)校長為高祖敏明。
隸屬於1800年設立在法國的女子修道會聖心會，在世界35國有135所姊妹校(2018年4月)。現在聖心會總部設於義大利羅馬，在校內另設有聖心會日本本部及其附屬研究機構基督教文化研究所以及天主教女子教育研究所。
校園校區原為舊久邇宮邸，昭和天皇皇后香淳皇后幼時生長居所，美智子皇后也畢業於此。

## 學部與學科
- 文學部
  - 外國語暨外國文學科
  - 日本語暨日本文學科
  - 歷史社會學科
  - 哲學科
  - 教育學科

## 研究所
- 文學研究科

## 著名校友
- 鵜飼久美子：播報員
- 緒方貞子（第1屆）：前聯合國難民事務署高級專員、国際協力機構 (JICA) 理事長
- 須賀敦子（第1屆）：隨筆作家、義大利文學家、前上智大學教授
- 熊葉子（第2屆）：兒童文學作家、翻譯家。
- 曾野綾子（第4屆）：作家
- 上皇后美智子（第7屆）：日本上皇后。在學時名為正田美智子。
- 伊藤美代子（第21屆）：通譯、翻譯家
- 藤野真紀子（第22屆）：料理研究家、眾議院議員（比例代表・自民黨）
- 山谷えり子（第23屆）：參議院議員（比例代表・自民黨）、記者、SANKEI LIVING SHIMBUN Inc.總編輯
- 土屋品子（第24屆）：眾議院議員（埼玉13區・自民黨）、前外務大臣政務官
- 藤真利子（第28屆）：演員
- 南美希子（第28屆）：
- 幸田シャーミン（第29屆）：記者
- 真野梓（第30屆）：演員
- 大原真理子（第31屆）：小說家
- 井上繪美（第32屆）：料理研究家
- 木村優子（第33屆）：前日本電視台播報員
- 岡田美里（第34屆）：藝人
- 岩瀨恵子（第36屆）：前富士電視台播報員
- 細川珠生（第41屆）：記者
- 川北桃子（第47屆）：
- 村井かずさ（第48屆）：声優
- 上山千穗（第48屆）：朝日電視台播報員
- 熊谷明美（第48屆）：札幌電視台播報員
- 大橋マキ（第49屆）：前富士電視台播報員
- 千野志麻（第50屆）：前富士電視台播報員
- 村松えり（第50屆）：藝人
- 佐野公美：2002年日本小姐冠軍
- 小泉恵未（第53屆）：TOKYO MX播報員
- 橋口雅子（第52屆）：
- 氏田朋子（第57屆）：中部日本放送播報員
- 椿原慶子（第58屆）：富士電視台播報員
- 服部由佳（第58屆）：NHK岡山放送局播報員
- 清川真衣（第58屆）：MBC南日本放送局播報員
- 神谷文乃（第58屆）：OHK電視台播報員
- 祝田秀全：
- 野村久子：前愛媛朝日電視台播報員
- 清水あき：藝人

## 外部連結
- 聖心女子大學網站 （页面存档备份，存于） （日語）